# Waliser
Die Waliser (walisisch Cymry, englisch Welsh oder Welsh people) sind ein Volk von rund drei Millionen Menschen, die in Wales leben sowie eine Diaspora von mehreren Millionen Menschen, die aus Wales stammen und zum größten Teil in Nordamerika, Argentinien, Australien und Neuseeland leben. Wales ist ein Teil der Insel Großbritannien und eines der Länder des Vereinigten Königreichs.

## Geschichte und Identität
Die Waliser werden neben den Manx, den Kornen in Cornwall, den Schotten, den Iren und den Bretonen zu den keltischen Nationen gezählt. Der Name „Kelten“ geht auf Griechisch Keltoí zurück, womit die antiken Griechen eine große Zahl Völker Mitteleuropas bezeichneten. Die Römer bezeichneten die Einwohner Britanniens (also auch die Waliser) als Britanni (dt. „Britonen“ oder „Britannier“). Der Name der Waliser für sich selbst war combrogi (heute walisisch Cymry, deutsch „Landsleute“). Die Angelsachsen, die nach dem Abzug der Römer große Teile des heutigen Englands eroberten, nannten die Waliser Welsche (also Fremde, heutiges Englisch: Welsh).
In Wales bildeten sich nach dem Abzug aus Britannien im frühen 5. Jahrhundert kleine, regionale Königreiche, die bis ins späte Mittelalter hinein ihre Unabhängigkeit behaupten konnten. Zwar war Wales einer ständigen Bedrohung durch Angelsachsen und Wikinger ausgesetzt, wurde aber nie erobert. Auch die Normannen unterwarfen zunächst den größten Teil von Wales nach der Eroberung Englands 1066 durch Wilhelm I. nicht.
Erst 1282 wurden die letzten walisischen Königreiche unter dem Herrscher Llywelyn ap Gruffydd vom englischen König Eduard I. erobert. 1301 ernannte Eduard I. seinen erstgeborenen Sohn zum Prince of Wales und begründete damit die Tradition, dass der englische Thronfolger diesen Titel erhält. Eine letzte große Revolte der Waliser gegen England unter dem walisischen Nationalhelden Owain Glyndŵr zu Beginn des 15. Jahrhunderts scheiterte.
1536 besiegte der walisische Fürst Henry Tudor (walisisch Harri Tewdr) den englischen König Richard III. und beendete eine lange Zeit des Bürgerkriegs in England, die Rosenkriege. Heinrich Tudor wurde als Heinrich VII. zum englischen König gekrönt, womit erstmals ein Waliser auf dem englischen Thron saß. Unter seinem Sohn, Heinrich VIII., erfolgte mit den Acts of Union 1536 und 1543 die politische und rechtliche Union mit dem Königreich England.

## Sprache
Die ursprüngliche Sprache der Waliser ist das Walisische, eine der inselkeltischen Sprachen. Mindestens seit dem 4. Jahrhundert ist diese britannische Sprache im heutigen Wales nachweislich gesprochen worden. In Wales ist aber heute, wie in ganz Großbritannien, vor allem Englisch gebräuchlich. Laut dem Zensus von 2001 können 20,8 % der Bevölkerung in Wales Walisisch sprechen, was etwa 582.000 Personen sind. Darüber hinaus verstehen viele Tausend Menschen in Wales das Walisische, d. h., sie beherrschen es zumindest passiv. Außerhalb von Wales gibt es in verschiedenen Ländern, etwa in Großbritannien, weitere walisische Sprecher.
In Irland und Schottland, weitere Länder mit keltischen Sprachen, gibt es etwas andere Zahlen: In Irland gibt es wenige Regionen, die der traditionell Irisch sprechenden Gaeltacht zugeordnet werden. Dort sprechen 70 % täglich Irisch (etwa 60.000 Muttersprachler, Stand Zensus 2006). Insgesamt behaupten in der Republik Irland 41,9 % der Bevölkerung, Irisch sprechen zu können (Stand Zensus 2006); dies sind 1,2 Millionen, die Irisch außerhalb der Schule sprechen und weitere 450.000 in der Schule. In Schottland gibt es sogar insgesamt nur etwa 60.000 Sprecher des Schottisch-Gälischen (Stand 2001).
Das Überleben der walisischen Sprache ist unter anderem durch Anstrengungen gesichert worden, Walisisch in den Schulen als Schulfach zu etablieren. Walisisch wurde zunächst im Kindergarten, dann in den 1930er Jahren vor allem in walisisch-sprechenden Regionen in den Grundschulen eingeführt. 1960 wurde es Universitätsfach. Durch den Welsh Language Act von 1993 ist Walisisch zweite offizielle Sprache in Wales neben Englisch.

## Religion
Wie das gesamte Britannien ist auch Wales im frühen Mittelalter vor allem von der iroschottischen Kirche beeinflusst und christianisiert worden.
Im Zuge der Reformation in England ging auch Wales, kurz zuvor rechtlich mit England vereinigt (Act of Union 1536), zum Protestantismus über. Der anglikanischen Church in Wales (Staatskirche bis 1920), einer Tochterkirche der Church of England, der katholischen oder der calvinistischen Presbyterian Church of Wales gehören heute die meisten Waliser an. Historisch gesehen hatte Wales zudem eine starke methodistische Tradition.

## Bevölkerungsentwicklung und Diaspora
Im Jahr 1801 lebten in Wales etwa 580.000 Menschen. Die Zahl verdoppelte sich während der Industrialisierung bis 1851 auf über 1,1 Millionen und nochmals bis 1911 auf 2,4 Millionen. Heute leben in Wales etwa drei Millionen Menschen. 2009 gaben 75 Prozent der Einwohner von Wales an, dort geboren zu sein, während 21,4 Prozent aus anderen Regionen Großbritanniens stammen. Der Ausländeranteil in Wales ist gering.
Unter anderem in Nordamerika, Australien und Argentinien (Patagonien) gibt es walisischsprechende Gemeinden, deren Vorfahren aus Wales ausgewandert sind. Laut einer Studie für das walisische Parlament 2006 wird die Zahl der Bevölkerung mit walisischer Abstammung wie folgt geschätzt:
- Großbritannien ohne Wales: 5,3 % (ca. 3 Millionen)
- USA: 3,8 % (ca. 11 Millionen)
- Australien: 4,1 % (ca. 0,8 Millionen)
- Neuseeland: 4,7 % (ca. 0,1 Millionen)